# Shuping Wang

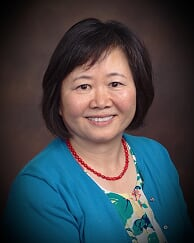
Shuping Wang, 2014

Shuping Wang oder Wang Shuping (chinesisch 王淑平, Pinyin Wáng shūpíng; * 20. Oktober 1959 im Kreis Fugou der Provinz Henan, Volksrepublik China; † 21. September 2019 in Salt Lake City, Utah, Vereinigte Staaten) war eine chinesische Ärztin, die dadurch bekannt wurde, dass sie einen Skandal über HIV- und Hepatitis-C-Virus (HCV)-Infektionen bei Blutspendern in China zwischen 1992 und 1996 an die Öffentlichkeit brachte. Hunderttausende freiwilliger Plasmaspender waren durch unsaubere Praktiken bei der Spendeprozedur mit HCV oder HIV infiziert worden. Durch unzureichende Testungen der Spender wurden weitere Hunderttausende Blutprodukt-Empfänger mit HIV oder HCV infiziert.
Durch ihre Whistleblower-Tätigkeit bewahrte sie viele Zehntausende Menschen vor schweren Infektionskrankheiten oder rettete ihnen das Leben. Aufgrund der Schikanen, denen Wang danach ausgesetzt war, emigrierte sie später in die Vereinigten Staaten.

## Biografie
Wang wurde in der nordchinesischen Provinz Henan geboren, studierte Medizin und spezialisierte sich auf Hepatologie. Ende 1991 wurde sie als Ärztin in einer Blut- und Plasmaspendeeinheit im Kreis Zhoukou in Henan tätig. In den vorangegangenen Jahren hatten zahlreiche kommerziell betriebene Plasmaspendeeinheiten in ganz China eröffnet. In den armen bäuerlichen Regionen der Provinz Henan waren die Spendeeinrichtungen besonders aktiv, weil viele Bauern die regelmäßige Plasmaspende als Zuverdienst nutzten. In der örtlichen Blutspendeeinheit wurden Spender nur auf Hepatitis B untersucht. Wang gewann jedoch den klinischen Eindruck, dass viele Spender möglicherweise mit dem Hepatitis-C-Virus (HCV) infiziert seien. Sie sammelte 64 Serumproben von Blutspendern und ließ diese im Institut für Virologie der Chinesischen Akademie für Prävention untersuchen. 34 % der Seren zeigten eine Reaktivität gegen HCV. Aus der Fachliteratur erfuhr sie, dass es lange vor 1991 eine Hepatitis-C-Epidemie in Gu’an (Provinz Hebei) und Zhenjiang (Provinz Jiangsu) gegeben hatte.
Wang inspizierte daraufhin die Gerätschaften zur Plasmaseparation und Blutspende in der Spendeeinheit und entdeckte dabei, dass es bei der Spende, der Plasmazentrifugation und der Reinfusion der restlichen Blutbestandteile zahlreiche Abläufe gab, die das Risiko einer Übertragung von Infektionserregern auf den Blutspender erhöhten. Bei der Plasmaspende kamen die Spender mit dem Plasma zahlreicher anderer Spender in Kontakt. Wang informierte die Leiter der Spendeeinheit und verlangte die Änderung der Verfahrensweisen, wurde aber mit dem Argument abgewiesen, dass dies zu einer starken Kostensteigerung führen würde. Im Juli 1992 informierte sie daraufhin unter Umgehung ihrer unmittelbaren Vorgesetzten direkt das Gesundheitsministerium in Peking über die Zustände in der Blutspendeeinheit und empfahl eine generelle Untersuchung aller Blutspender auf HCV. Die Blutspendeeinheit wurde daraufhin durch eine Ärztin des Gesundheitsministeriums visitiert, die Wang mitteilte, dass ähnliche Probleme in zahlreichen anderen Spendeeinheiten Chinas bestünden.
Shuping Wang verlor danach ihre Arbeitsstelle in der Spendeeinheit. Sie erhielt eine Anstellung in der Gesundheitsbehörde vor Ort. Von dort aus führte sie gemeinsam mit Kollegen, u. a. der Gynäkologin Gao Yaojie (高耀潔), ihre gesundheitsepidemiologische Arbeit fort und inspizierte insgesamt 17 Blutspendeeinheiten im Kreis Zhoukou. Bei allen Einheiten stellten die Untersucher ernsthafte Infektionsrisiken und unsaubere Arbeitsverfahren fest. Beispielsweise zeigten von 20.000 Spendern im Kreis Taikang 45 % Anzeichen einer HCV-Infektion. Vier inoffiziell privat betriebene Blutspendeeinheiten konnten nicht inspiziert werden und ihr Kontaminationsstatus blieb unbekannt.
Wang war durch die gefundenen Ergebnisse sehr beunruhigt und gewann den Eindruck, dass sich eine massive Hepatitis-C-Epidemie in den Blutspendezentren Chinas abspielte. Wang informierte den Bezirkssekretär von Zhoukou, der sofort alle Leiter von Spendeeinheiten und Krankenhäusern des Bezirks zur Besprechung einbestellte. Am 17. Februar 1993 gab das Pekinger Gesundheitsministerium eine neue Richtlinie zu den Anforderungen für die Blutprodukt-Spende heraus. Dazu gehörte auch eine verbindlich vorgeschriebene Testung auf HCV. Die Richtlinie trat am 1. Juli 1993 in Kraft.
Im Jahr 1993 las Wang eine wissenschaftliche Publikation, in der die HIV-Infektionsrate von Drogenabhängigen in Ruili und drei weiteren Verwaltungseinheiten der Provinz Yunnan untersucht worden war. Dort war eine HIV-Prävalenz zwischen 40 und 85 % detektiert worden. Sie bat daraufhin die örtliche Gesundheitsbehörde um die Einrichtung eines kleinen Labors zur Testung von Blutproben auf HIV. Im Jahr 1994 erhielt sie die Genehmigung, jedoch keinerlei finanzielle Unterstützung, so dass sie das Labor auf eigene Kosten betreiben musste. Im März 1995 testete sie die Serumprobe eines Spenders aus Kunming (Provinz Yunnan) als HIV-positiv. Der Spender war in Yunnan HIV-positiv getestet worden und dort von der Spende ausgeschlossen worden. Im Gespräch mit dem Spender erfuhr sie, dass dieser in den vorangegangenen zwei Wochen bei drei Spendeinheiten in den Kreisen Zhecheng, Huaiyang und Taikang Plasma gespendet hatte. Wang informierte daraufhin die zuständige Gesundheitsbehörde der Provinz Henan und empfahl die sofortige Einführung von verbindlichen HIV-Tests bei allen Blutspendeeinrichtungen der Provinz. Dies wurde durch die Behörde abgelehnt, mit dem Argument, dass es zu hohe Kosten verursachen würde. Außerdem galten die HIV-Infektion und AIDS als „ausländische Erkrankungen“, von denen China nicht betroffen sei.
Shuping Wang kaufte daraufhin auf eigene Kosten HIV-Tests von drei verschiedenen Herstellern und untersuchte damit 409 zufällig ausgewählte Spenderproben. Jede Probe wurde mit den drei verschiedenen Tests untersucht. Die Rate an HIV-Infektionen betrug 13 %. Diese Ergebnisse berichtete sie dem Leiter der örtlichen Gesundheitsbehörde, der sie belobigte und versprach, schnell einen Bericht an die Gesundheitsbehörden der Provinz abzufassen. Als sie nach zwei Wochen wieder mit dem Behördenleiter zusammentraf, zweifelte dieser ihre Ergebnisse an und forderte einen schriftlichen Bericht, den Wang abfasste. Ohne den weiteren Behördengang abzuwarten, reiste sie danach mit 55 von ihr HIV-positiv getesteten Serumproben im Gepäck nach Peking, um diese im dortigen Institut für Virologie nachuntersuchen zu lassen. Dort wurde jedoch eine Gebühr von RMB 700 yuan pro Probe für die Testung verlangt. Diese Summe konnte Wang nicht aufbringen, da sie mittlerweile ihre gesamten Ersparnisse in ihr Labor investiert hatte. Enttäuscht machte sie sich wieder auf den Rückweg. Am Eingangstor hatte sie jedoch das Glück, dass sie mit Zeng Yi, dem Präsidenten der Akademie, ins Gespräch kam. Dieser zeigte sich sehr interessiert und zugleich beunruhigt über die berichtete HIV-Epidemie in Henan und ordnete die sofortige Testung von 16 mitgebrachten Serumproben an. Im Ergebnis erwiesen sich 13 davon als eindeutig HIV-positiv und bei drei weiteren ergab sich ein grenzwertiger Befund. Der Akademiedirektor lobte Wangs Verhalten als vorbildlich und herausragend und kündigte eine sofortige Meldung an das zuständige Ministerium an. Wieder im heimatlichen Henan wurde Wang auch vom Direktor der dortigen Gesundheitsbehörde belobigt. Wenig später änderte sich jedoch der Ton. Wang wurde aufgefordert, aus ihrem Bericht die Information zu löschen, dass sie sich erst an die Gesundheitsbehörden in Henan gewandt habe, bevor sie nach Peking gegangen sei. Dies verweigerte sie. Auf einem Treffen der Leiter der Gesundheitsbehörden Henans wurde angezweifelt, dass Wang alleine die HIV-Epidemie entdeckt habe, worauf sie verärgert erwiderte, dass man nur in eine der 17 Plasmaspendeeinrichtungen habe gehen müssen wo jeden Tag etwa 500 Personen mit HCV oder HIV über die Spende infiziert worden seien. Nach diesem Eklat suchte wenig später ein pensionierter ehemaliger Leiter der örtlichen Gesundheitsbehörde Wangs Labor auf und drohte ihr Konsequenzen an, falls sie das Labor nicht schließen sollte. Am folgenden Tag kehrte er mit einem Knüppel wieder und zertrümmerte damit die gesamte Laboreinrichtung. Als die Polizei ihn verhaftete, jammerte er, dass er nur im Auftrag anderer gehandelt habe.
Am 14. März 1996 wurden auf Anordnung der Pekinger Regierung zahlreiche Leiter von Plasmaspendeeinrichtungen verhaftet und die entsprechenden Einrichtungen kurze Zeit später geschlossen. Als diese später wieder eröffneten, wurden fortan alle Spender routinemäßig auf HIV untersucht. In der folgenden Zeit zeigte sich, dass die Behörden Henans bestrebt waren, ihre frühere Untätigkeit angesichts der HCV- und HIV-Epidemie zu vertuschen. Auch wurden die epidemiologischen Daten Wangs und ihrer Kollegen angezweifelt. Wang wurde entlassen, konnte aber dank der Fürsprache des Akademiedirektors Zeng Yi für vier Jahre lang an der Akademie in Peking arbeiten. Sie erhielt in dieser Zeit mehrere telefonische Drohanrufe. Sie schrieb mehrere Briefe an den Gesundheitsminister, um auf die Probleme in Henan aufmerksam zu machen. Diese Schreiben wurden jedoch direkt an die Gesundheitsbehörden der Provinz Henan weitergeleitet.
Da Wang nicht dauerhaft in Peking bleiben konnte, bewarb sie sich um eine Forschungsstelle im Ausland. Im Jahr 2001 emigrierte sie in die Vereinigten Staaten, wo sie später an der University of Utah wissenschaftlich tätig war.
Am 9. August 2001 räumte das Gesundheitsministerium der Volksrepublik China erstmals in einer vorsichtigen Stellungnahme ein, dass sich in Zentralchina eine schwere HIV-Epidemie abspielte. Es waren zwar nur offiziell 23.905 Fälle gemeldet, das Gesundheitsministerium ging aber davon aus, dass bis zu 600.000 Personen mit HIV infiziert waren. Nach Schätzungen waren bis zu eine halbe Million Menschen durch unsaubere Praktiken bei der Blut- und Plasmaspende infiziert worden. Am schwersten betroffen war die Provinz Henan.
2012 veröffentlichte Shuping Wang einen autobiografischen Bericht auf der Internetplattform China Change, in dem sie die Ereignisse um den Blutprodukt-Skandal in Henan aus ihrer Sicht beschrieb. Ihre erste Ehe in China, aus der eine Tochter hervorging, wurde später geschieden, wohl wesentlich deswegen, weil ihr Ehemann wegen ihrer Whistleblower-Tätigkeit von seinen Kollegen diskriminiert wurde. In den USA heiratete sie 2005 ein zweites Mal und nahm den Namen ihres Ehemannes Christensen und den Vornamen Sunshine an. Auch in den Vereinigten Staaten war sie weiter indirekten Pressionen chinesischer Behörden ausgesetzt. Ab dem 5. September 2019 stand das Stück The King of Hell’s Palace auf dem Spielplan des Hampstead Theatre in London. Das Stück thematisierte den HIV-/HCV-Skandal in der Provinz Henan 1992. In einem Interview berichtete Wang über Druck, der in diesem Zusammenhang auf ihre noch in Henan lebenden Familienangehörigen ausgeübt werde.
Wang verstarb 59-jährig, mutmaßlich an einem Herzinfarkt bei einer Wanderung mit ihrem Ehemann in einem Canyon nahe Salt Lake City.